# 新波瑟林
新波瑟林是德国梅克伦堡-前波美拉尼亚州的一个市镇。总面积47.34平方公里，总人口545人，其中男性279人，女性266人（2011年12月31日），人口密度12人/平方公里。